# أوليفر هوغ
أوليفر هوغ (بالإنجليزية: Oliver Hogue)‏ هو كاتب أسترالي، ولد في 1880، وتوفي في 1919.